# 内田正次
内田 正次（うちだ まさつぐ）は、戦国時代から江戸時代前期にかけての武士。

## 生涯
天文16年（1547年）に元今川家臣内田正之の次男として生まれる。永禄7年（1564年）に徳川家康にお目見えをし、側仕えとなる。その後、時期は不明だが、遠江国倉真・西郷（『本朝武家諸姓分脈系図 』）で550石を拝領。
天正8年（1580年）に家康の命で全阿弥（善阿弥とも）と号して、最古参の同朋衆になった。ただし法名が別にあり、僧体ではなかった。前年には家康長男の松平信康が切腹しており、家康の同朋衆設置は信康死後の徳川家中再編の一環と見られる。天正10年（1582年）2月21日の甲州征伐時に家康が駿府へ到着した同日、駿府近隣の百姓に禁制を発しており、これが同時代史料における全阿弥の初見になる。
天正12年（1584年）の小牧・長久手の戦いでは戦功を立てる。天正13年（1585年）12月より主に駿府周辺の寺領安堵や諸役免除等の家康朱印状を奉じており、奉行人としての活躍が確認できる。同年11月には石川数正が出奔し、後任として駿河国奉行だった本多重次が岡崎城代となった。全阿弥は重次転出後に、その職務の一部を担ったと考えられる。
天正18年（1590年）に家康が関東に転封となると、全阿弥は関東領国の寺社取次となり、寺領安堵状の発行・寺院法度の制定と、寺社を徳川家の統制下に置く政策に従事した。関東領国の検地を行った代官頭伊奈忠次も寺領については全阿弥の了解を必要とした。
その後も同朋として家康に近侍し、文禄の役で家康が名護屋へ出征した際も同道し、慶長5年（1600年）の関ヶ原合戦時には鳥居元忠が守る伏見落城の報が家康の元に届いた際に、家康から鶴鍋の饗応を受けていた本多忠勝や板坂卜斎と共に家康の側に控えていた。また陣中の小屋道具・陣幕を持とうとしない家康のために密かに用意していた（『板坂卜斎覚書』）。
江戸幕府が開かれて以降も、出頭人として引き続き取次や寺社行政を担当するが、その範囲は従前の関東と駿河国・遠江国に限られた。上方の寺社行政は事務を板倉勝重、訴訟を西笑承兌・三要元佶が担当した。
慶長11年（1606年）10月7日に駿府で死去、60歳。当時、家康は駿府城修築の選定のため駿府に滞在しており、最後まで家康に付き従った。
長男俊次は慶長19年（1614年）の大久保忠隣改易時に、慶長16年（1611年）の大久保忠常死去時に無断で小田原へ弔問のため出向いた件を理由に改易、松平成重に預けられたが、寛永5年（1628年）に赦免（嗣子無く断絶）。三男貞親も連座したが、その子の代で再び徳川家に仕官している。

## 参考資料
- 宇高良哲「全阿弥考―徳川家康の初期の寺社取次ぎ役」『近世関東仏教教団の研究』1998年、大正大学